# Петрова Марія Тихонівна
Марія Тихонівна Петрова — радянський працівник сільського господарства, доярка, Герой Соціалістичної Праці.

## Біографія
Даних про дату та місце народження немає.
На момент нагородження працювала дояркою колгоспу імені Дзержинського Усть-Донецького району Ростовської області.

## Нагороди
- Указом Президії Верховної Ради СРСР від 22 березня 1966 року Марії Тихонівні Петровій присвоєно звання Героя Соціалістичної Праці з врученням ордена Леніна і золотої медалі «Серп і молот».
- Також нагороджена медалями.